# Abrantes (stacja metra)
Abrantes – stacja metra w Madrycie, na linii 11. Znajduje się w dzielnicy Carabanchel, w Madrycie i zlokalizowana jest pomiędzy stacjami Plaza Elíptica i Pan Bendito. Została otwarta 16 listopada 1998.